# شيري أدير
شيري أدير (بالإنجليزية: Cherry Adair)‏ (30 مارس 1951، كيب تاون في جنوب أفريقيا)؛ روائية أمريكية-جنوب أفريقية. 